# Tumegl/Tomils
Tumegl/Tomils (hasta 1943 oficialmente en alemán Tomils) era una comuna suiza del cantón de los Grisones, situada en la región de Viamala. Limitaba al norte con la comuna de Scheid, al este con Trans, al sur con Paspels, y al oeste con Cazis y Rothenbrunnen. En la actualidad es parte de la comuna de Domleschg.
- Datos: Q2198347
- Multimedia: Tumegl/Tomils / Q2198347